# Kościół Świętego Jana w Kiesi
Kościół Świętego Jana  (łot. Svētā Jāņa baznīca) – luterańska świątynia w łotewskim mieście Kieś. 

## Historia
Nie ma żadnych danych o rozpoczęciu budowy kościoła, konsekrowano go 24 czerwca 1284. Podczas reformacji w XVI wieku kościół przejęli luteranie. Świątynia ucierpiała podczas wojen inflanckich. Polacy zdobywszy miasto zapoczątkowali działania kontrreformacyjne. W 1582 kościół wrócił na własność parafii katolickiej, powołano kolegium jezuickie. Wkrótce świątynia stała się katedrą.
W 1613 kościół spłonął. Zawalił się dach wieży oraz sklepienia. W 1629, kiedy tereny Liwonii przeszły na własność Szwedów, kościół wrócił w ręce luteran. 
Kościół płonął jeszcze trzykrotnie: w 1665, w1686 i w 1748. Po ostatnim z pożarów, w 1754 zainstalowano ambonę z wizerunkiem św. Jana Chrzciciela i odnowiono wnętrze. W 1853 wzniesiono nowy hełm wieży według projektu Mārcisa Podiņša-Sārumsa.
W czerwcu 2018 rozpoczęła się renowacja kościoła. Remont ukończono 29 sierpnia 2020 roku. Wskutek prac świątynia została odmalowana i obecnie jest pokryta białym tynkiem.

## Architektura
Świątynia gotycka, trójnawowa, posiadająca układ bazylikowy. Wzniesiona jest z dolomitu i cegły. Długa na 65 m, wysoka na 32 m. Do kościoła dostawiona jest 65-metrowa wieża z 15-metrową iglicą. Kościół posiada 1000 miejsc na ławkach, co czyni go największym kościołem północnej Łotwy pod tym względem.

## Galeria

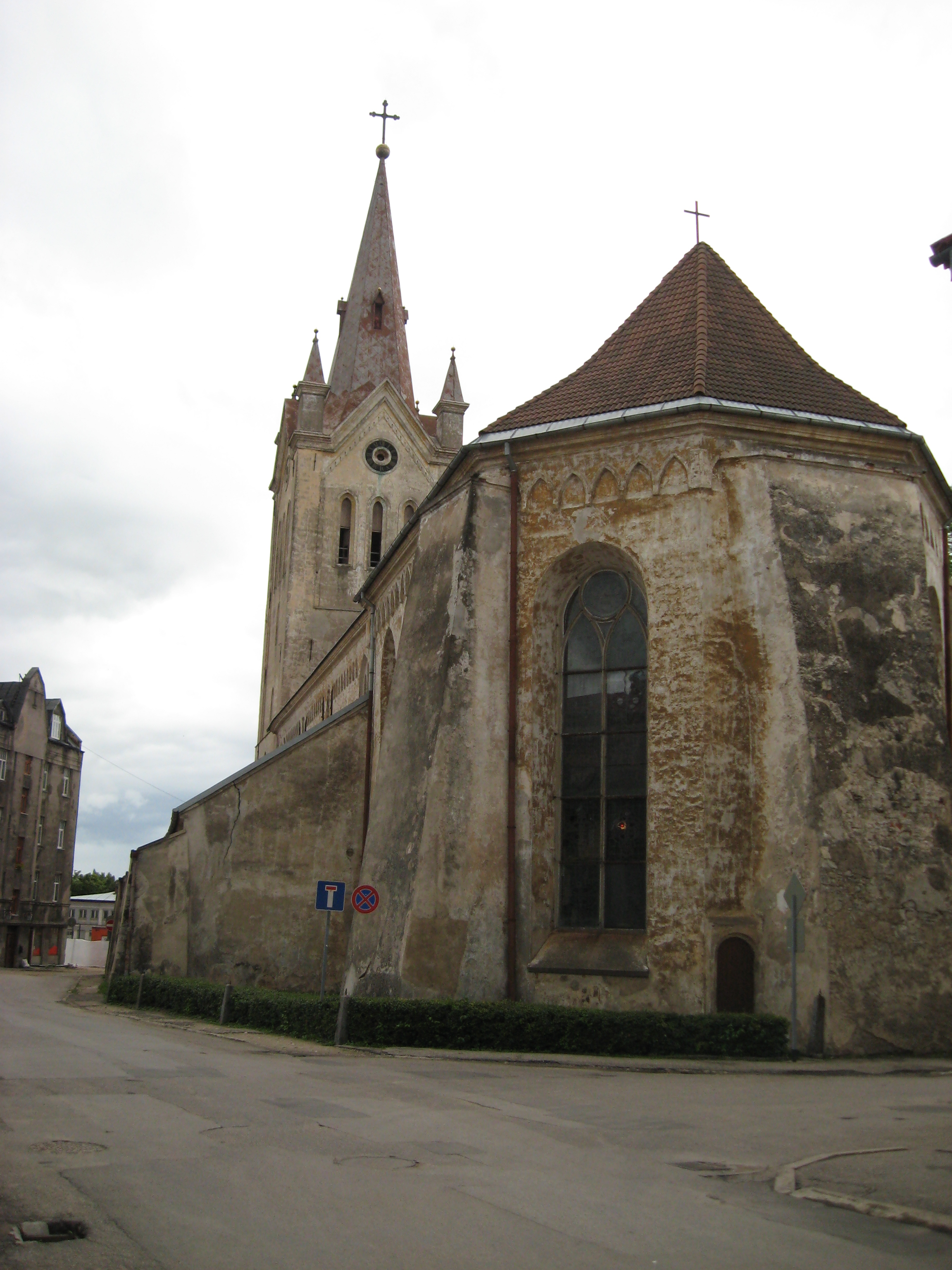
Prezbiterium
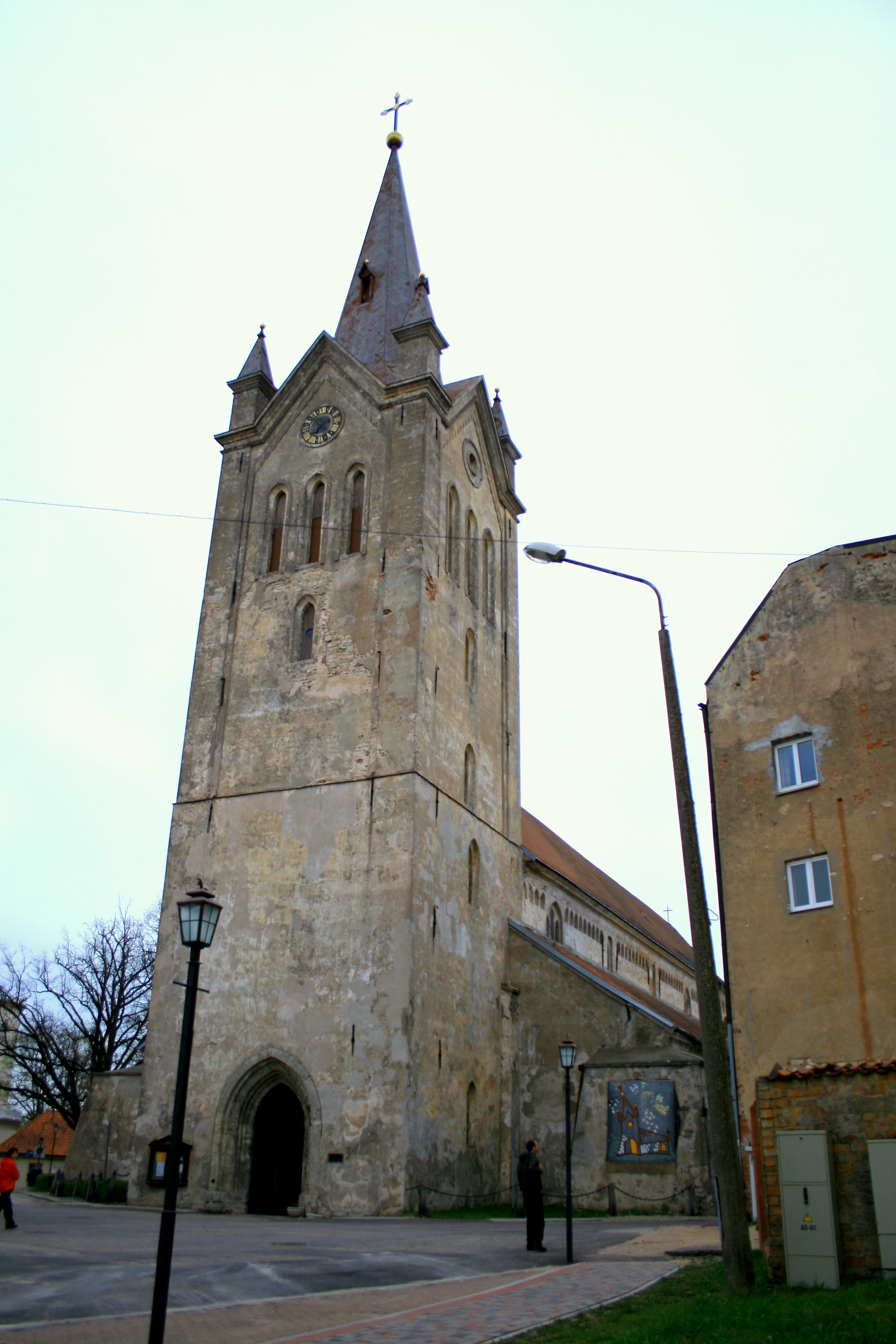
Wieża
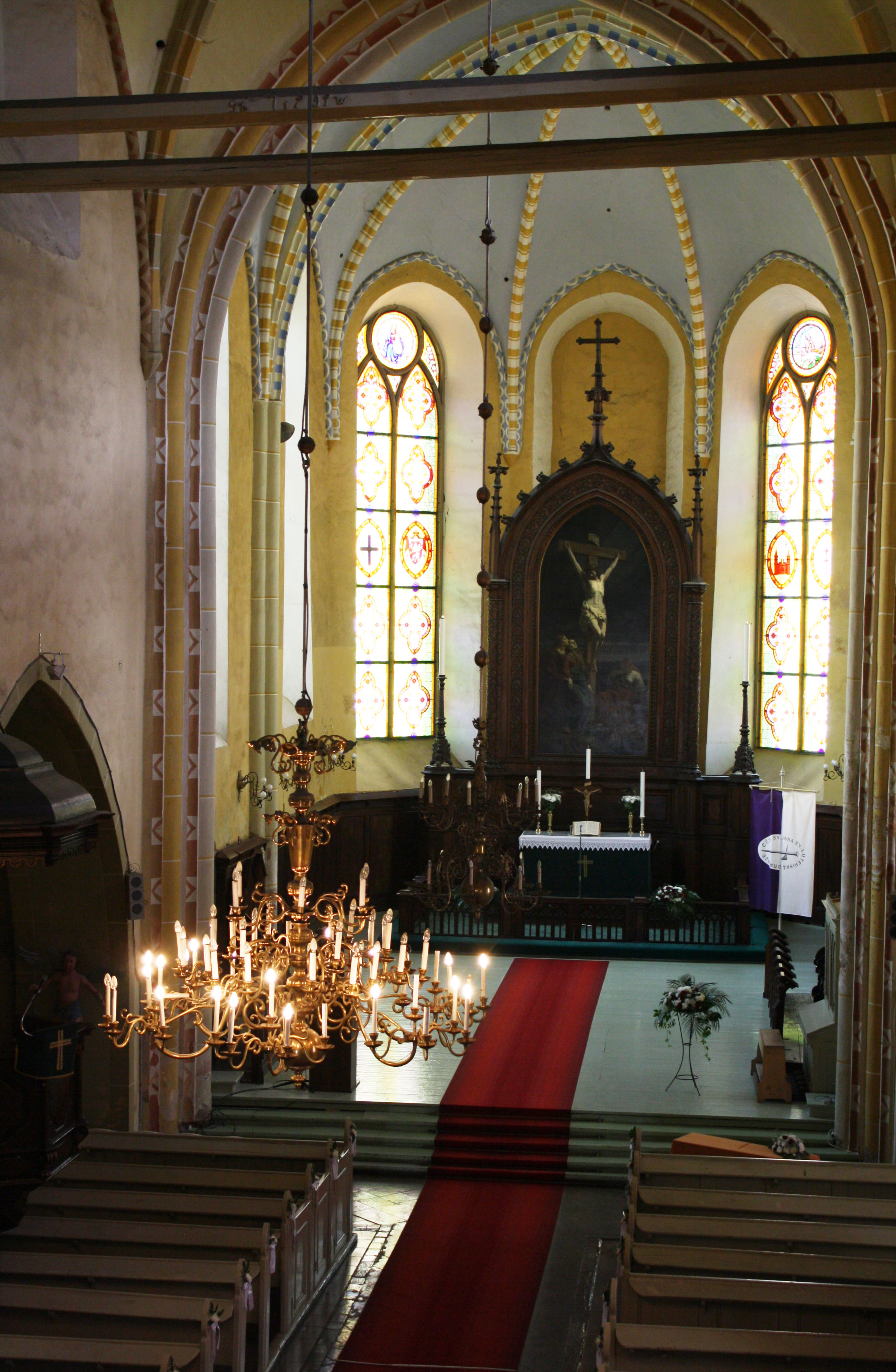
Wnętrze
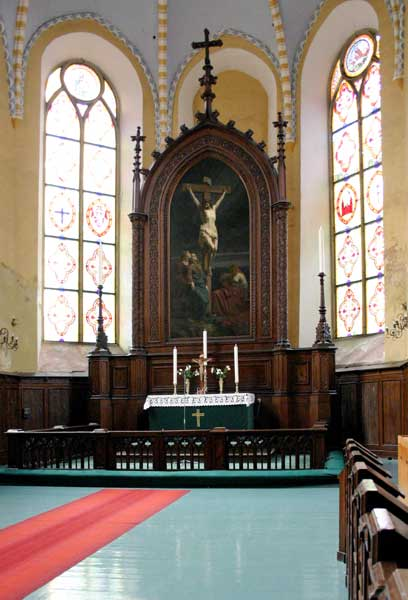
Ołtarz główny
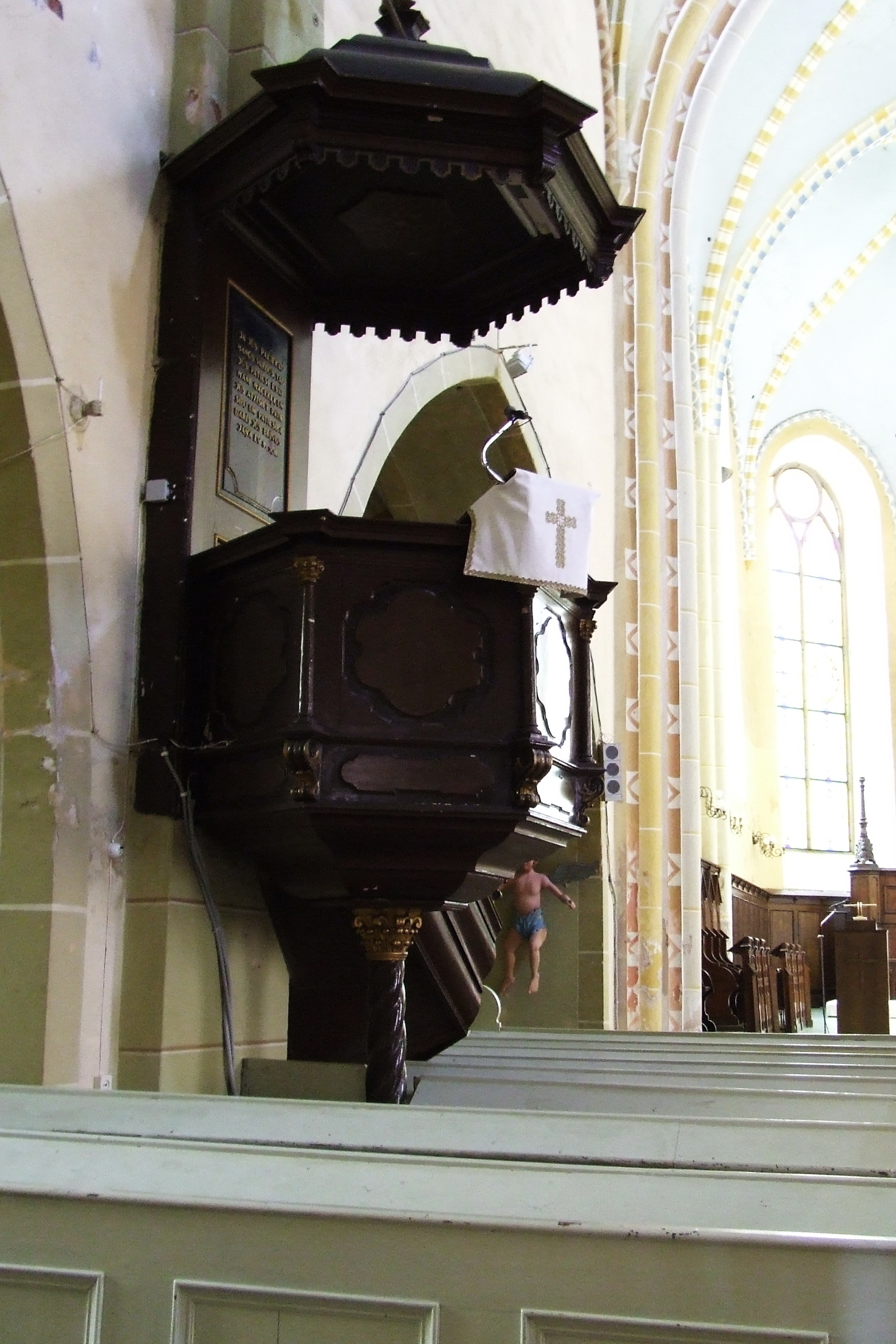
Ambona
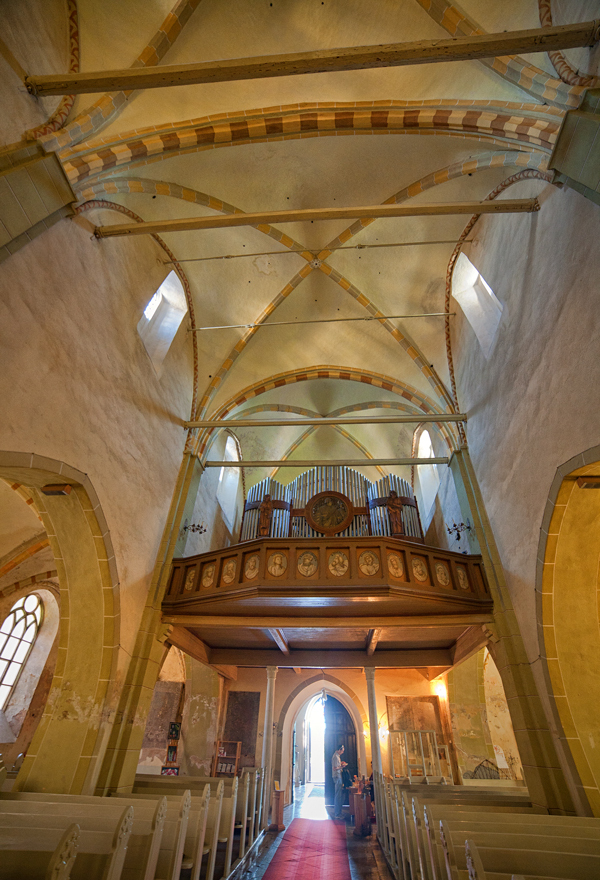
Empora organowa i sklepienie
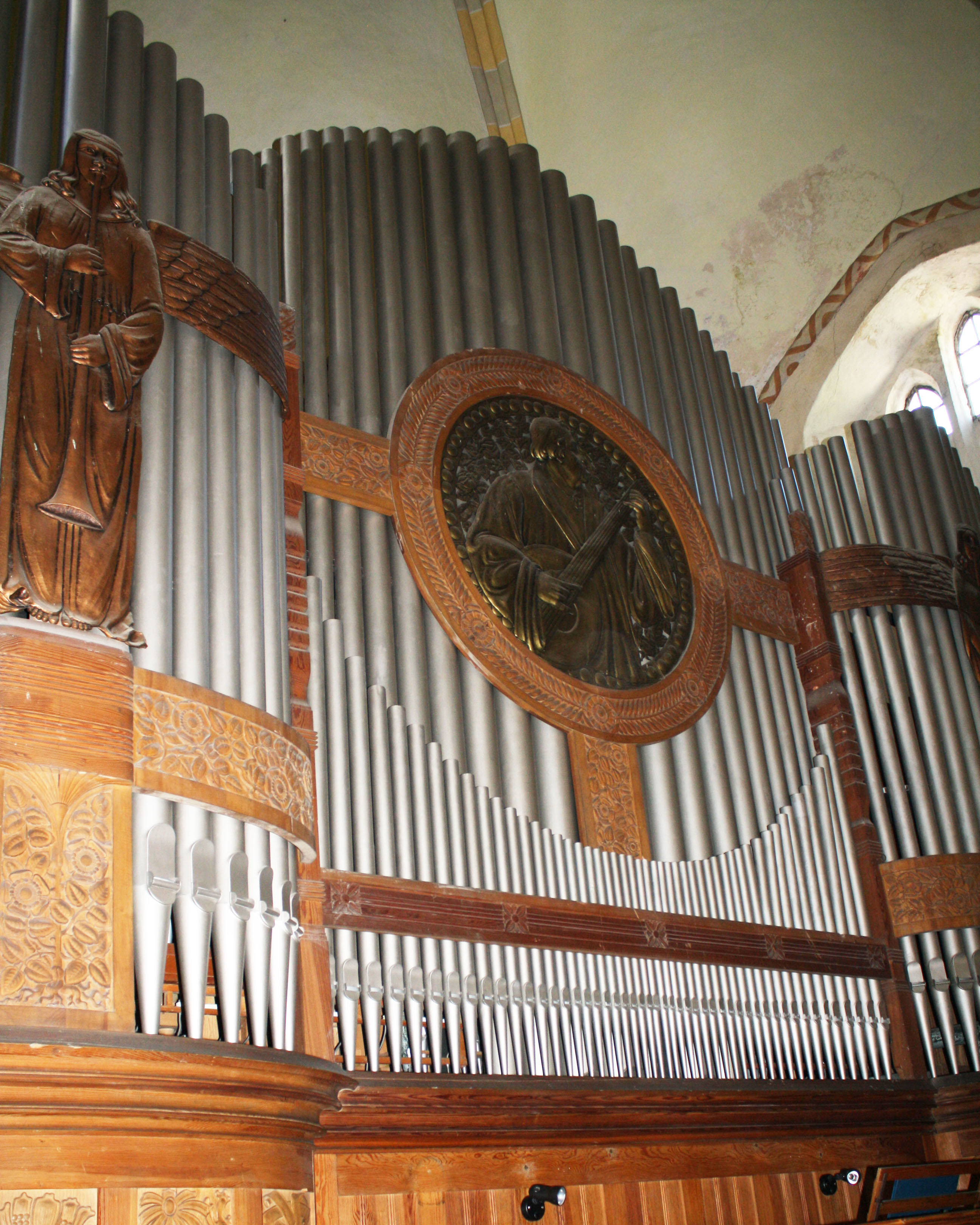
Organy